# Shi Jingnan
Pour les articles homonymes, voir Shi (homonymie).
Shi Jingnan est un patineur de vitesse sur piste courte chinois né le 7 avril 1994 dans le Heilongjiang. 

## Biographie
Il commence le short-track en 2006 à Daqing.

## Carrière
Il remporte la médaille de bronze du relais masculin aux Jeux olympiques d'hiver de 2014, à Sotchi.
En 2018, il arrive 5e du classement du 1500 mètres à la première manche de la coupe du monde de patinage de vitesse sur piste courte 2017-2018.